# Benito Pérez Galdós

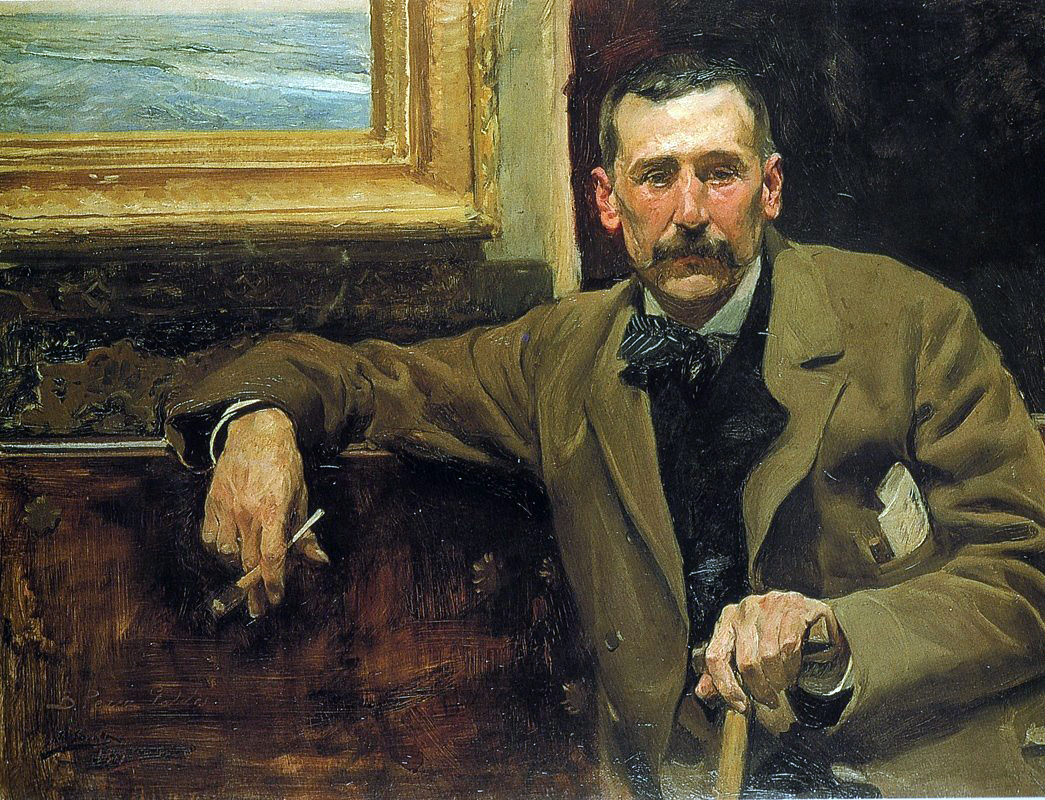
Ritratto di Benito Pérez Galdós del pittore Joaquín Sorolla, 1894. Casa-Museo Pérez Galdós. Cabildo de Gran Canaria.

Benito María de los Dolores Pérez Galdós (Las Palmas de Gran Canaria, 10 maggio 1843 – Madrid, 4 gennaio 1920) è stato uno scrittore e drammaturgo spagnolo, una delle figure più emblematiche della letteratura realista della Spagna ottocentesca, unanimemente considerato lo scrittore spagnolo più importante dopo Cervantes.

## Biografia
Benito Pérez Galdós nacque a Las Palmas de Gran Canaria, capoluogo dell'isola di Gran Canaria. I suoi genitori, il tenente colonnello don Sebastián Pérez e donna Dolores Galdós, ebbero dieci figli, l'ultimo dei quali fu proprio lo scrittore. Compì i suoi primi studi alla Scuola San Agustín, nota a quei tempi per il suo carattere liberale: la formazione ricevuta ebbe grande influenza nella formazione letteraria e umana di Galdós. Collaborò ad alcuni giornali della città natale. Appassionato di pittura, si aggiudicò un premio di disegno e pittura svoltosi a Las Palmas de Gran Canaria. Nel 1862 completò gli studi al liceo artistico. Superato l'esame di stato nella città di San Cristóbal de La Laguna (a Tenerife), si trasferì a Madrid, dove si iscrisse alla facoltà di legge.
Nel periodo universitario iniziò a frequentare ''L'ateneo'' (centro culturale in molte città spagnole), intrattenendo relazioni con scrittori, intellettuali ed artisti, il cui contatto e la frequentazione dei diversi ambienti madrileni faranno di lui un grande conoscente della vita sociale e politica della capitale spagnola, esperienze che troverà modo di trasferire nei suoi articoli giornalistici e nei romanzi della prima epoca: La Fontana de Oro e El Audaz. In questa epoca comincia la pubblicazione degli Episodios Nacionales. Trafalgar, opera con cui comincia la Prima Serie, vede la luce nell'anno 1873.

### Dal 1882 al 1897
I viaggi in Europa saranno importanti per Galdós che, attraverso il paragone tra la realtà spagnola e quella europea svilupperà una forte aspirazione al rinnovamento politico, culturale ed artistico del proprio paese. Tale preoccupazione si manifesterà nei suoi scritti e nell'interesse per la politica, con l'adesione al partito progressista di Sagasta. I suoi romanzi Tormento, Fortunata y Jacinta, Tristana sono testimoni di una profonda riflessione sulla società. Rappresentante del realismo come i francesi Honoré de Balzac, Émile Zola o Gustave Flaubert, interpreterà in chiave spagnola questa corrente letteraria ed artistica di respiro europeo. La sua ammirazione per Dickens lo indusse a tradurre in spagnolo i Quaderni postumi del Circolo Pickwick.
Nel 1892 scrisse la sua prima opera teatrale, il dramma Realidad. Altre opere teatrali saranno La loca de la casa o Gerona, che confermeranno il prestigio acquisito dallo scrittore presso il pubblico e la critica. La sua popolarità crebbe ancora con la seconda serie degli Episodios Nacionales. Nel 1897 La Real Academia Spagnola della Lingua lo nominò tra i suoi membri. In quegli anni compì lunghi soggiorni nella sua casa di Santander, "San Quintín", inaugurata nel 1893.

### Dal 1898 al 1920
Membro del Partito Repubblicano, fu eletto deputato al Parlamento per Madrid, nel 1906. Pubblicò la Terza, Quarta e Quinta Serie degli Episodios Nacionales. Le sue ultime creazioni letterarie seguono un'evoluzione in senso spirituale e simbolista: La razón de la sin razón, El caballero encantado, Casandra, Electra, Santa Juana de Castilla, sono alcuni esempi di tale percorso.
Rieletto nel 1910 deputato al Parlamento, per la coalizione Repubblicano-Socialista qualche anno dopo fu proposto per il Premio Nobel che non riuscì a ottenere per la dura opposizione degli ambienti culturali tradizionalisti. Negli ultimi anni, ricorrenti problemi alla vista lo portarono alla cecità. Alla sua morte venne dichiarato il lutto nazionale e fu considerata una grave perdita per la cultura spagnola: ai suoi funerali partecipò una folla di 20.000 persone.

## Opere

### Romanzi
- La Fontana de Oro (1870)
- La sombra (1871)
- El audaz (1871)
- Doña Perfecta (1876)
- Gloria (1877)
- La familia de León Roch (1878)
- Marianela (1878)
- La desheredada (1881)
- El doctor centeno (1883)
- Tormento (1884)
- La de Bringas (1884)
- El amigo manso (1882)

- Lo prohibido (1884-85)
- Fortunata y Jacinta (1886-87)
- Miau (1888)
- La incógnita (1889)
- Torquemada en la hoguera (1889)
- Realidad (1889)
- Ángel Guerra (1890-91)
- Tristana (1892)
- Nazarín (1895)
- Halma (1895)
- Misericordia (1897)

### Episodios Nacionales(Romanzi storici)

#### Prima serie
- Trafalgar
- La Corte de Carlos IV
- El 19 de marzo y el 2 de mayo
- Bailén
- Napoleón en Chamartín

- Zaragoza
- Gerona
- Cádiz
- Juan Martín El Empecinado
- La Batalla de los Arapiles

#### Seconda serie
- El equipaje del Rey José
- Memorias de un cortesano de 1815
- La Segunda Casaca
- El Grande Oriente
- 7 de Julio

- Los Cien Mil Hijos de San Luis
- El Terror de 1824
- Un voluntario realista
- Los Apostólicos
- Un faccioso más y algunos frailes menos

#### Terza serie
- Zumalacárregui
- Mendizábal
- De Oñate a La Granja
- Luchana
- La campaña del Maestrazgo

- La estafeta romántica
- Vergara
- Montes de Oca
- Los Ayacuchos
- Bodas reales

#### Quarta serie
- Las tormentas del 48
- Narváez
- Los duendes de la camarilla
- La Revolución de Julio
- O'Donnell

- Aita Tettauen
- Carlos VI en la Rápita
- La vuelta al mundo en la Numancia
- Prim
- La de los tristes destinos

#### Quinta serie (1898-1912)
- España sin Rey
- España trágica
- Amadeo I

- La Primera República
- De Cartago a Sagunto
- Cánovas

### Opere teatrali
- Realidad (1892)
- La loca de la casa (1893)
- Gerona (1893)
- La de San Quintín (1894)
- Los condenados (1894)
- Voluntad (1895)
- La fiera (1896)
- Doña Perfecta (1896)
- Electra (1901)
- Alma y vida (1902)
- Mariucha (1903)
- El abuelo (1904)

- Amor y ciencia (1905)
- Bárbara (1905)
- Zaragoza (1908)
- Pedro Minio (1908)
- Casandra (1910)
- Celia en los infiernos (1913)
- Alceste (1914)
- Sor Simona (1915)
- El tacaño Salomón (1916)
- Santa Juana de Castilla (1918)
- Antón Caballero (1921)

Cronache
- De vuelta de Italia (ed. italiana Un viaggio in Italia, a cura di Carlo Alberto Montalto, Elliot)
- Memorias de un desmemoriado
- La casa de Shakespeare (ed. italiana La casa di Shakespeare, a cura di Carlo Alberto Montalto, Elliot)

## Casa-Museo Pérez Galdós
La Casa-Museo Pérez Galdós si trova nel quartiere di Triana, nel centro di Las Palmas de Gran Canaria. La casa (il luogo dove Galdós è nato) fu acquistata e creata nel 1954 dal Cabildo di Gran Canaria e inaugurata il 9 luglio 1960 da María Pérez Galdós Cobián, figlia dello scrittore.
Nella Casa-Museo i visitatori possono vedere la casa in cui lo scrittore è cresciuto, oltre a una collezione di documenti (lettere, manoscritti...), mobili, strumenti musicali, dipinti e foto appartenuti allo scrittore e alla sua famiglia.
Il compito della Casa-Museo è la conservazione, lo studio e la diffusione dell'eredità di Benito Pérez Galdós. A questo scopo, la direzione della Casa-Museo ha organizzato undici congressi internazionali, innumerevoli conferenze e mostre, visite scolastiche, e ha sviluppato una linea editoriale con diverse collezioni proprie.
Allo stesso modo, la Casa-Museo ha una propria biblioteca con numerose opere di Galdós in diverse lingue, così come la collezione completa dell'autore in formato ePub (solo in spagnolo) e un tour virtuale.